# Roman Orzechowski
Roman Orzechowski (ur. 27 lipca lub 8 sierpnia 1882, zm. 3 lutego 1951) – podpułkownik inżynier uzbrojenia Wojska Polskiego.

## Życiorys
Urodził się 27 lipca lub 8 sierpnia 1882. Ukończył studia uzyskując tytuł inżyniera.
Po odzyskaniu przez Polskę niepodległości został przyjęty do Wojska Polskiego w listopadzie 1918. Został awansowany do stopnia kapitana piechoty ze starszeństwem z 1 czerwca 1919. W 1923, jako oficer nadetatowy w garnizonie Września, służył jako kierownik referatu w Departamencie X Przemysłu Wojennego Ministerstwa Spraw Wojskowych. Został awansowany do stopnia majora uzbrojenia ze starszeństwem z 15 sierpnia 1924 i zweryfikowany z lokatą 1 w 1924, 1928. W 1924 jako oficer nadetatowy Okręgowego Zakładu Uzbrojenia nr 1 służył w Departamencie III Artylerii i Uzbrojenia Ministerstwa Spraw Wojskowych. W 1928, 1932 pozostawał oficerem Departamentu Uzbrojenia Ministerstwa Spraw Wojskowych. Został awansowany do stopnia podpułkownika uzbrojenia ze starszeństwem z 1 stycznia 1930.
Zmarł 3 lutego 1951. Został pochowany na cmentarzu Powązkowskim w Warszawie (kwatera 155-6-15).
Jego żoną była Helena z domu Czarniawska (1889–1942).

## Ordery i odznaczenia
- Krzyż Kawalerski Orderu Odrodzenia Polski (1938)[14]
- Złoty Krzyż Zasługi (10 listopada 1933)[15]
- Złota Odznaka Honorowa Ligi Obrony Powietrznej i Przeciwgazowej I stopnia[16]